# Midlothian (Texas)
Pour la division administrative de l’Écosse, voir Midlothian.
La ville de Midlothian est située dans le comté d'Ellis, dans l’État du Texas, aux États-Unis. Sa population s’élevait à 18 037 habitants lors du recensement de 2010, estimée à 23 689 habitants en 2016.

## Source
- (en) Cet article est partiellement ou en totalité issu de l’article de Wikipédia en anglais intitulé « Midlothian, Texas » (voir la liste des auteurs).